# Mynt

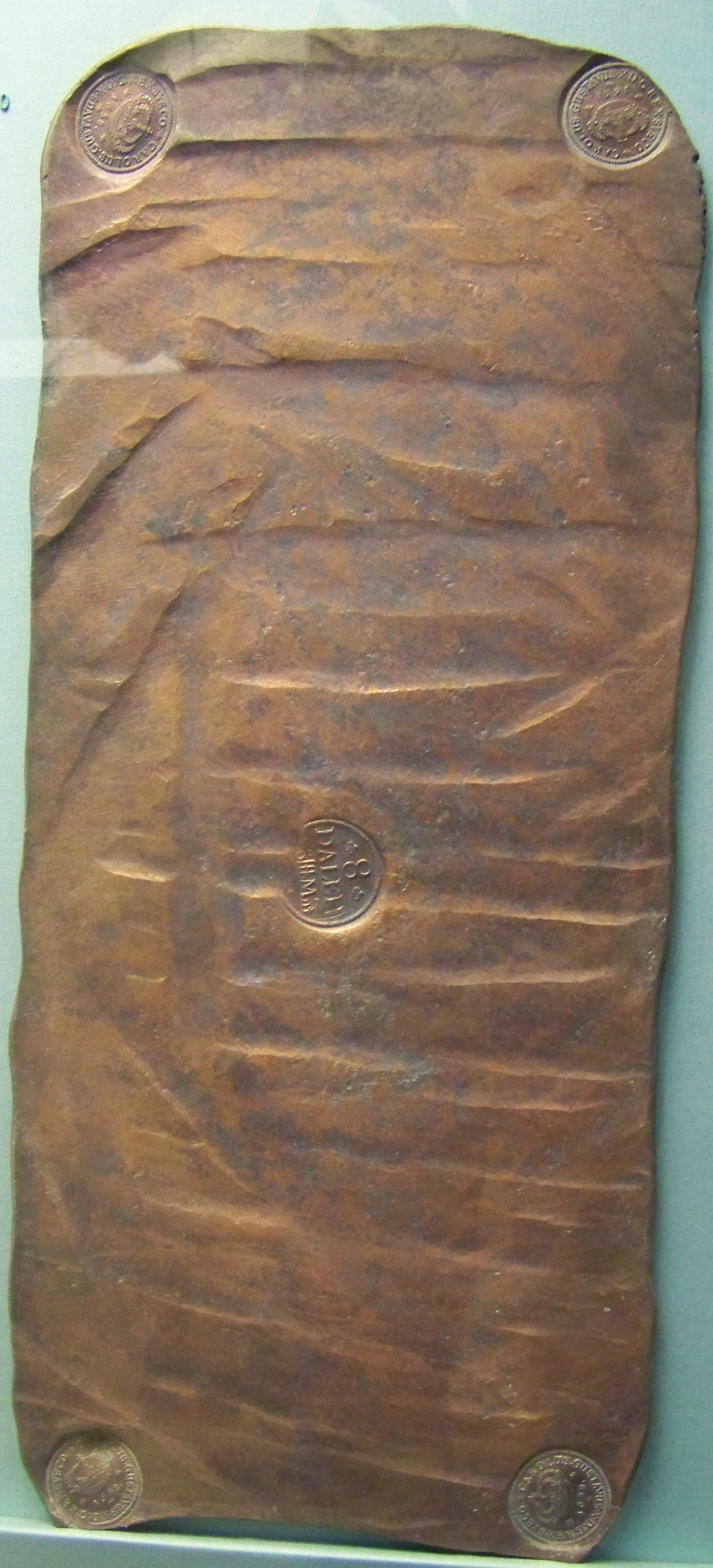
Ett stort svenskt så kallat plåtmynt från 1658

Ett mynt eller en slant är ett präglat stycke av metall, avsett att användas som betalningsmedel. Mynt ges i allmänhet ut av en myndighet i en stat. I monarkier betraktas det som ett regale (myntregale).

## Etymologi

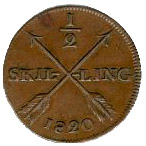
Svensk halvskilling från 1820.

Ordet mynt härleds till det latinska ordet moneta. Detta var ursprungligen ett binamn till den romerska gudinnan Juno. Vid hennes tempel på Capitolium fanns sedan runt 270 f.Kr. ett myntverk. Myntverket och senare också produkten nämndes efter gudinnan. Ordet kom in i svenskan som ett av de tidigaste lånorden från lågtyskan i formen munita med betoningen på första stavelsen. Från de äldsta runskrifterna vet vi att de obetonade vokalerna föll bort under tiden mellan 550 och 800 e.Kr. då också u fick drag av i och blev y.
I Sverige kallas de olika sidorna av mynt och medaljer åtsida (avers/advers) och frånsida (revers). Krona och klave är ett åldrat uttryck. Benämningen klave har möjligen uppkommit av att det funnits halvrund och starkt stiliserad sköld avbildad, som till formen påminde om en kreatursklave. En annan äldre svensk benämning är "gubbe" och "pil" där dessa återfinns på var sin sida om myntet, som även om den stämmer på andra mynt ursprungligen torde ha syftat på Karl XIV Johan och Oscar I:s kopparmynt.
Ett mynt kan vara försett med en legend i form av en inskrift eller omskrift, varigenom man lättast kan bestämma dettas hemland och ålder. Legenden anger myntherren, hans titel, valspråk med mera. Den är anbragt på myntets ena sida eller på båda, antingen kretsformigt, såsom omskrift, eller i räta linjer på en eller flera rader. Legend på de äldsta grekiska och romerska mynten saknades eller bestod av få, merendels enstaka bokstäver. De äldsta fullständiga legender finnas på mynt från Syrakusa och Rhegion.
Det finns även myntliknande föremål som inte är mynt. Polletter är betalningsmedel inom ett företag, till exempel i automater. Medaljer är inte betalningsmedel utan endast dekorativa myntliknande föremål. De används som belöning eller ren dekoration.

## Tillverkning
Tillverkningen sker i två steg. Först framställs ett myntämne, sedan sker myntpräglingen på detta myntämne.

## Myntens historia

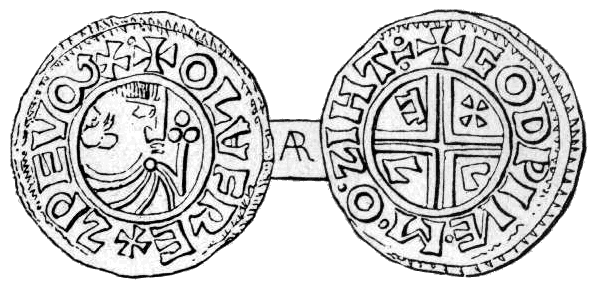
Silvermynt slaget för Olof Skötkonung.

Även för mycket länge sedan, under stenåldern fanns handelsutbyte, och resor för handel. Ursprungligen skedde byteshandel. Den som hade gott om vissa varor kunde byta med någon som hade behov av dem och i gengäld få varor man själv behövde. Problemet var att det inte var säkert att varorna passade respektive handelspartner. Handelsvaror som hade känt värde, dessutom ganska högt (lättare att bära) kunde användas som en mellanvara, ett slags pengar.
Metallerna, i synnerhet de ädla, användes mycket tidigt som bytesmedel i form av tackor, stenar, ringar (enkla eller lagda i spiral) och så vidare. Vid köp fastställdes priset till en viss kvantitet av en uppgiven metall, och för att erlägga denna kvantitet måste man väga den metall man hade att erbjuda. Större stycken delades, och bitarna vägdes, tills man fick den rätta vikten. Vågen måste alltså användas vid varje köp. Eftersom detta var besvärligt, kom man på att ge de för betalningar avsedda metallstyckena sådana mått, att de motsvarade enheter eller mångfalder i det gällande viktsystemet. Det hände att man på sådana metallstycken satte märken, som gav antydningar om vikten. Men man hade ingen garanti för att dessa metallstycken verkligen hade den vikt de skulle ha. Inte heller kunde man av själva metallstycket utan närmare undersökning få upplysning om det hade den normalhalt, som förutsattes.
Senare kom man på att i rörelsen släppa ut mindre, ovala metallstycken, med kullriga sidor, försedda med inslagna stämplar, vilka gjorde en offentlig myndighet, oftast kunglig, ansvarig för både vikt och halt för varje stycke. Dessa metallstycken, försedda med en offentlig myndighets stämpel och därför mottagna med full tillit av allmänheten, är de första mynten.
Österns urgamla kulturstater, Egypten, Babylonien, Assyrien, inom vilka mycket handel bedrevs, hade inga mynt. Äran att ha infört bruket av sådana tillkommer Kina, lyderna och Indien. Världens äldsta kända myntfabrik har grävts ut i Henanprovinsen i Kina, och där präglades bronsmynt från 640 till 550 f.Kr. De första kända myntet, av elektrum (silverblandat guld), som präglades av de lydiska kungarna i Mindre Asien är daterat omkring  630 till 600 f.Kr..  Något senare präglades silvermynt av kung Feidon på ön Egina. Exemplet följdes snart inom vidsträckta områden. Vid mitten av 500-talet fanns knappast något grekiskt område, som inte hade eget mynt, och myntningen upptogs även i icke grekiska länder, av de persiska storkungarna, av fenicierna (dock först vid utbrottet av de persiska krigen), av etrusker, karthager och så vidare.

### Antika mynt

#### Grekiska mynt
De grekiska mynten präglades av stads- och statsmyndigheter, men torde även, framför allt i äldsta tid, ha präglats i templen, som var rika på ädla metaller. Den främsta myntmetallen var silver men även guld, elektron, koppar och (sällan) järn användes. Det till vikten normerade metallstycket göts och lades på en i städet anbragt tapp. Stämpeln, i vilken fanns graverad en framställning, som antydde den präglande myndigheten, sattes mot metallstyckets övre sida, och präglingen skedde med hammarslag.
De äldsta mynten (de arkaiska) visade därför på den ena sidan en bild, på den andra märken av tappen i städet. Dessa mynt kallas incusi (av latin incudere, smida). Senare försåg man även tappens övre yta med en graverad framställning, varigenom mynten fick två bildsidor. Bilderna på de grekiska samt grekisk-romerska mynten, i allmänhet av religiös karaktär, var av stor vikt för studier av den grekiska konsten och lokalkulterna. Inskrifter förekom på många mynt, men de var i de flesta fall mycket korta.
Alexander den store från Makedonien lät aldrig prägla några mynt då han ansåg att han var för mäktig för att använda sig av mynt.
På varje grekisk handelsplats fick man i allmänhet inte vid betalningar använda andra mynt än ortens egna, vilket innebar att ankommande främlingar måste växla sig till sådana. Dock fanns mynt, som med nöje mottogs även utom präglingsstaden eller präglingslandet, världsmynt, såsom de persiska dareikerna, Atens mynt med gudinnan Athenas huvud och hennes uggla, Korinths mynt med Pegasos, under en tid även Rhodos mynt, kung Filips av Makedonien och Alexanders mynt och så vidare. De grekiska myntenheterna var stater (guldmynt) och drachme (silvermynt).

#### Romerska mynt
Koppar var länge den främsta myntmetallen i Rom. De äldsta romerska kopparstyckena, vilka användes som betalningsmedel, var rektangulära och saknade alla märken (aes rude). Senare fick kopparstyckena en bestämd vikt, och denna angavs genom märken (aes signatum), först punkter och streck, senare djur och andra föremål. Aes signatum avlöstes på decemvirernas tid (450 f.Kr.) eller något senare av aes grave, som var runt och bar på den ena sidan bilden av en skeppsstäv, på den andra huvudet av någon gudomlighet. Även märken, antydande vikten, förekom. Myntenheten var as.

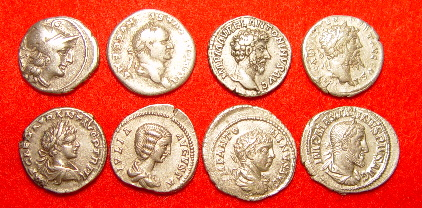
Åtta denariusmynt.

Mynt i egentlig bemärkelse präglades i Rom och Capua från omkring 338 f.Kr. Silvermynt började präglas i Rom omkring 269 f.Kr. Den republikanska tidens mynt bar namnen på dem som förestod myntningen. Man har orätt kallat dessa mynt "konsularmynt"; inte heller namnet "familjemynt" är riktigt. Mot slutet av republikens tid började man prägla guldmynt. Från Neros tid (54–68) visar sig en fortgående benägenhet att göra mynten sämre till vikt och halt, med därav framkallade, tidtals återkommande försök att åstadkomma förbättringar. I Rom gjordes till och med mynt av koppar, som var överdragna med en tunn hinna av silver. De benämndes subaerati och kallas i nyare tid "fodrade" (franska fourrées, tyska gefütterte). Guldmyntet kallades i början helt enkelt aureus ("gyllene"), senare solidus och dennas tredjedel triens eller tremissis. Det vanligaste silvermyntet hette denarius, dess hälft quinarius. Sestertius betecknade i början ett litet silvermynt, senare ett kopparmynt.
Rätten att mynta tillkom i Rom regeringen. Vid republikens slut, då makten skenbart delades mellan kejsaren och senaten, tilldelades den förre rätten att prägla mynt av guld och silver. Senaten fick överta kopparmyntningen och därför sattes på kopparmynten "S C" (det vill säga senatus consultu, "efter senatens beslut"). Även vissa underlydande städer hade rätt att prägla mynt.
Fullständigt romersk prägel med latinsk inskrift hade en tid bortåt de mynt, som efter Romerska rikets delning (395) präglades av kejsarna i östromerska riket (Bysantinska riket) till dettas undergång (1453). Så småningom blev dock stilen mera barbarisk, och från slutet av 700-talet ersattes de latinska inskrifterna med grekiska. De bysantinska mynten (bysantiner), under 1000–1300-talen ofta konkava, slogs i guld (solidi), silver och brons och präglades inte bara i Konstantinopel, utan även i åtskilliga områden, som varaktigt eller en kortare tid tillhörde östromerska riket, till exempel Alexandria, Antiochia, Thessaloniki, Rom, Ravenna, Milano och Karthago.

#### Österländska mynt
I Kina finns världens äldsta kända myntfabrik, som var i produktion 640 till 550 f.Kr. De persiska storkungarna lät från omkring 500 f.Kr. prägla mynt av guld och silver (dareiker eller dariker och sigler). Prägeln, densamma på båda slagen, visar på ena sidan kungen skjutande med båge; mynten kallades till följd därav i Grekland "bågskyttar". Även satraper och lydstater slog mynt. Karthagerna slog mynt först på Sicilien för att betala sina trupper där; senare blev Karthago myntningsort. Judarna präglade mynt först under mackabéerdömets tid. Inom Arabien präglades mynt efter atenskt mönster. De persiska kungarna i Partiska riket präglade mynt med sin egen och sin stamfaders bild. Deras efterträdare, sasaniderna, upptog typer, som påminde om forntidens persiska gudsdyrkan, och deras mynt bar inskrifter i pehlevialfabetet. Ännu längre bort, i Baktrien och i Indien, fanns spår av grekiskt inflytande på mynten.

#### Västerländska mynt
I Spanien visade de iberiska mynten spår av grekisk och fenicisk inverkan, senare av romersk. Inskrifterna var ofta tecknade med iberiska bokstäver. Inom Gallien hade den sydvästra delen, Akvitanien, mynt som påminde om de iberiska. Den stora grekiska handelsstaden Massilias (idag Marseilles) silvermynt efterbildades visserligen inom det kringliggande landet, men av största betydelse blev för Gallien kung Filips av Makedonien guldstaterer, vilka efterbildades med en fortgående försämring av typerna. I Britannien präglades mynt som liknade de galliska. Mest urartade förekom dessa mynt i det av keltiska stammar befolkade södra Tyskland. Mynten, av guld, tjocka, skålformiga, kallade regenbogenschüsselchen (folket trodde dem vara nedfallna med regnbågen) och visade i allmänhet endast lösryckta streck och punkter. I den mellersta Donaudalen, i Pannonien, präglades mynt efter nordgrekiska mönster.

### Medeltidens mynt

#### Folkvandringsstaterna
Folkvandringsstaterna, bildade inom romerskt område, anammade i väsentligt grad det romerska systemet och styrelseskicket. Detta gällde inte minst mynten, på vilka man länge behöll kejsarens bild och namn. Det ansågs från bysantinsk sida som ett betänkligt övergrepp, när de frankiska kungarna började prägla mynt utan att iakttaga detta. Under denna tid präglades mynt av vandalerna i Afrika, östgoterna i Pannonien och Italien, langobarderna i Italien, västgoterna i Spanien, samt av burgunderna och frankerna. De sistnämndas mynt, vanligen kallade "merovingiska", visade dock sällan regentens namn, utan oftast endast myntstadens och myntmästarens. De merovingiska mynten var i allmänhet av guld; först mot slutet började man prägla även silvermynt, och sådana – kallade sceattus – präglades även i England. Västgoterna präglade aldrig annat än guldmynt.

#### Den karolingiska silvermyntningen
Germanerna hade sedan gammalt haft förkärlek för silvermynt. När karolingerna, från landet öster om Rhen, hade kommit till makten, blev silvret den enda myntmetallen; man präglade hela pengar, denarer, och halva, oboler. De karolingiska myntens typer var få: bröstbild (mindre ofta), monogram av härskarens namn, kors och en kyrkfasad av antikt utseende (en kolonnad med gavel). Vanligen fanns på myntet präglingsorten angiven.

#### Den efterkarolingiska silvermyntningen
Efter det karolingiska rikets fall bibehölls silvret som uteslutande myntmetall. I Frankrike, där mynt präglades av kungarna och en mängd vasaller, behöll man i stor utsträckning de karolingiska typerna, men lät dem undergå varjehanda förändringar. Av de franska typerna blev två mera omtalade än de övriga: type chartrain, med ett ansikte, som snart blev till ytterlighet vanställt, och type tournois, större mynt med en framställning av en kyrkfasad och tvåradig inskrift. I Tyskland uppenbarade sig också i viss mån fasthållandet av de karolingiska typerna, men där rådde större mångfald i framställningarna, och flera mynt visade i utförandet en inte ringa grad av konstfärdighet. I England visade den rådande typen på den ena sidan kungens bild, på den andra ett kors av växlande beskaffenhet. Den engelska valutan blev vida bekant under namnet sterling.

#### De tyska brakteaterna
Under den senare delen av 1000-talet började man i vissa delar av Tyskland göra silvermynten stora och tunna (så kallad halvbrakteater), vilket hade till följd, att prägeln blev otydlig. För att undvika denna olägenhet började man mot mitten av 1100-talet att prägla ensidiga mynt, kallade brakteater. Baksidan visade i fördjupning framsidans bild. Under den första tiden var framställningarna på dessa egendomliga mynt verkliga konstverk, men snart blev de mycket grova. Det hade inte varit möjligt att släppa ut så tunt mynt i rörelsen, om inte dessa mynt hade haft en mycket kort omloppstid: åtminstone en gång om året präglades nya mynt, och därefter fick de tidigare mynten inte användas.

#### Medeltidens guldmynt

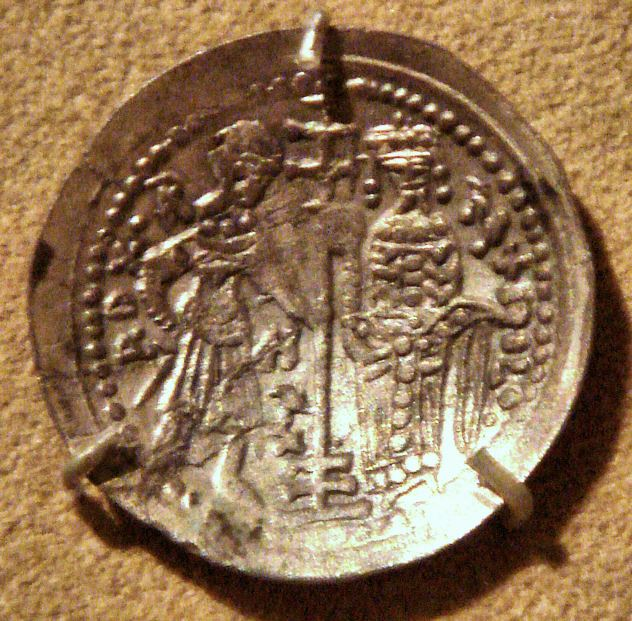
Mynt av Roger II, silverdukal.

I sydligaste Italien fortsatte man att i någon mån prägla guldmynt. Så gjorde hertig Roger II av Apulien, vid mitten av 1100-talet. Hans guldmynt bar dels, till följd av grannskapet till Sicilien, arabisk inskrift, dels latinsk, i vilken hans titel återgavs med orden Dux Apuliae; på grund av denna titel kallades guldmynten dukater. Även kejsar Fredrik II (första hälften av 1200-talet) präglade i södra Italien guldmynt, kallade augustaler. Viktigare var den guldmyntning, som 1282 börjades i Florens. På dessa mynt, som kallades floriner, sågs bilden av stadens skyddshelgon (Johannes döparen) och stadens vapenbild. Omkring 1280 började man i Venedig prägla guldmynt som liknade de bysantinska, kallade zecchiner (av zecca, mynthus). Båda dessa myntslag framkallade efterbildningar, men florinen var viktigast för Europa. 1356 fick Tyska rikets kurfurstar rätt att prägla guldmynt, och de beredde övergången från florinen till gulden (gyllen), i en senare tid, då man präglade silvermynt av samma värde, kallade guldgyllen. Kurfurstarnas exempel följdes av flera myndigheter. Myntens halt började dock snart försämras. De bästa var de gyllen, som präglades i Ungern. I Frankrike, där guldmyntspräglingen infördes av Ludvig den helige, var guldmynten i allmänhet stora, med olika utseende och namn. I England infördes guldmyntningen av Edvard III. Det mest bekanta engelska guldmyntet var nobeln, som under Edvard IV, på grund av en mindre förändring av den ena sidans bild, fick namnet rosenobel. Henrik VII präglade ett guldmynt, som fick namnet sovereign.

#### De större silvermynten
Under 1200-talet började man inom de flesta stater prägla stora silvermynt, på latin kallade grossi (i Frankrike gros, i England groats, i Tyskland groschen). I Frankrike började Ludvig den helige denna myntning, i England Edvard III och i Böhmen Venceslav II. I de nordtyska städerna, vilka inte upptog groschenpräglingen, slogs tvåsidiga mynt på fyra eller två penningar; de förra, kallade albi ("vita") eller witten, blev de viktigaste. I Tyskland fortsatte man att prägla brakteater till skiljemynt.

### Den nyare tidens europeiska mynt
I Italien, där medaljkonsten blomstrade under 1400-talet, började man vid samma tid slå större mynt, på vilka sattes myntherrens huvud (testa), varför dessa mynt kallades testoner.

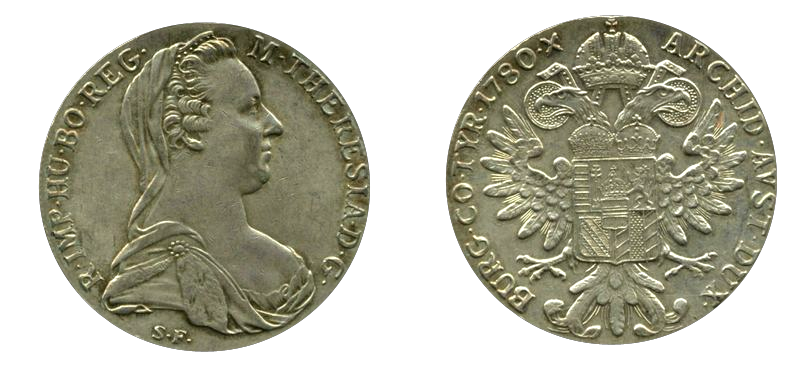
Thalermynt från 1780.

I Tyskland började ärkehertig Sigismund av Tyrolen prägla stora silvermynt, vilka hade samma värde som guldgyllen och därav fick namnet guldengroschen eller güldiner. De i norra Böhmen boende grevarna av Schlick präglade från 1519 lika stora mynt (på två lod) av silver, hämtat från gruvorna vid Joachimsthal. Dessa mynt kallades därför joachimsthaler; namnet förkortades senare till thaler. Det elände, som framkallades av Trettioåriga kriget, vållade en ytterlig försämring av det tyska myntväsendet. Thalern var fortfarande huvudmynt till 1871, då marksystemet infördes. (De första markmynten präglades i början av 1500-talet i hansestäderna.)
Även i Frankrike präglades mynt av flera slag, till exempel écu och sou. För silvermynt användes namnet franc första gången under Henrik III:s tid. Ludvig XIII präglade guldmynt, som efter honom kallades louisd'or.
I England präglades guldmyntet sovereign och i silver präglades crowns och shillings. I detta land började kopparmyntningen mycket sent, först 1672.
Se nordiska mynt.

### Österländska mynt under medeltiden och nyare tid

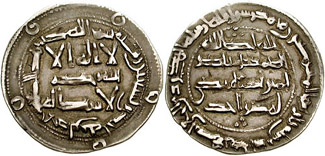
Dirhem präglad i Cordoba år 807.

Sedan araberna hade underlagt sig vidsträckta riken i öster, nöjde de sig någon tid med de mynt, som sedan äldre tider var i omlopp. Senare började de prägla egna mynt. De äldsta visade spår av främmande förebilder, och i allmänhet visade de arabiska mynten endast flerradiga inskrifter. Kopparmyntet kallades fels (av latin follis), silvermyntet dirhem (av grekiska drachme), guldmyntet dinar (av latin denarius). På muslimska mynt, präglade i Indien, förekom bilder, till exempel djurkretsens tecken och porträttbilder.
I Kina användes tidigt som värdemätare dels vissa varor, dels föremål, som hade endast imaginärt värde, till exempel snäckskal. Det kinesiska myntväsendet var mycket förvirrat. Alla regeringens försök att införa bättre mynt strandade mot falskmyntarnas verksamhet. Silvermynt slogs så gott som aldrig i Kina, men silvertackor förekom.
I Japan användes flera myntmetaller, och där infördes mynt efter europeiskt mönster 1870; 1897 erhöll Japan guldmyntfot.

## Svenska mynt
I Sverige finns för närvarande i praktiken fyra olika mynt som betalningsmedel, värda 1 krona, 2 kronor, 5 kronor samt 10 kronor.
Lagen (SFS 1988:1385) om Sveriges riksbank i dess lydelse den 1 januari 2007 säger i 5 kap att sedlar och mynt som ges ut av Riksbanken är lagliga betalningsmedel. Mynt får ges ut med valörerna femtio öre, en krona, fem kronor och tio kronor. Dessutom får minnes- och jubileumsmynt med andra valörer ges ut.
Mynt i valörerna 1 krona, 2 kronor, 5 kronor och 10 kronor som tidigare getts ut är giltiga betalningsmedel. Detta gäller även alla jubileums- och minnesmynt som präglats sedan år 1897. 2-kronorna och minnesmynten räknas som betalningsmedel för att de ska räknas som riktiga mynt, inte prydnadsföremål och för att undvika att de smälts ner.
I september 2012 presenterade Sveriges riksbank nya mynt, vilka är avsedda att tas i bruk oktober 2016. Det tidigare tiokronorsmyntet behålls, medan enkronan och femkronan ersätts och myntserien kompletteras med en ny tvåkrona. Skulptören Ernst Nordin vann tävlingen om utformning med ett förslag på temat Sol, vind och vatten efter en sång av Ted Gärdestad. Solstrålar, en vindpust och vågor ingår i utformningen på siffersidorna av respektive enkronan, tvåkronan och femkronan.
Den nya enkronan ska tillverkas i kopparpläterat stål med en vikt av 3,6 gram, en diameter av 19,5 mm och en tjocklek på 1,79 mm. Tvåkronan ska också tillverkas i kopparpläterat stål med en vikt av 4,8 gram, en diameter av 22,5 mm och en tjocklek på 1,79 mm. Den nya femkronan ska tillverkas av kopparlegeringen Nordic Gold med en vikt av 6,1 gram, en diameter av 23,75 mm och en tjocklek på 1,95 mm.
De nya mynten kommer att tillverkas i Nederländerna av Koninklijke Nederlandse Munt. De gamla mynt, som dessa ersätter, blir ogiltiga den 30 juni 2017

## Avbildningar av mynt

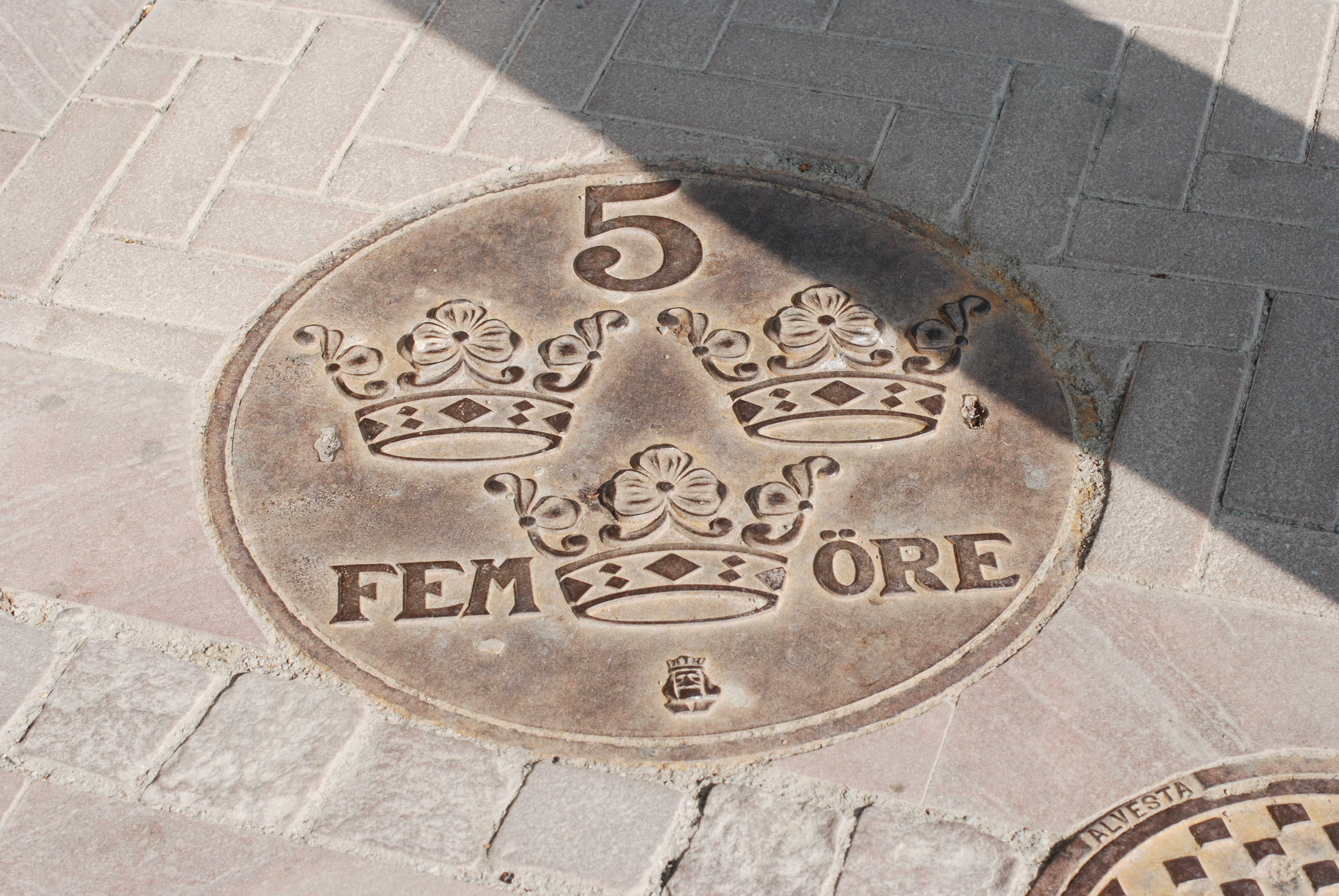
Mynt som dekoration i markplattor, Högdalens centrum i Stockholm.

Det är i allmänhet belagt med stränga straff att förfalska mynt. Om det är uppenbart att efterbildningarna av mynten inte är menade som betalningsmedel är det dock inte brottsligt att tillverka dem. Så kan till exempel godis tillverkas i form av chokladpengar.